# Václav Nosidlo z Geblic
Václav Nosidlo z Geblic (16. září 1592, Litoměřice – 1649 Bad Schandau), byl exulant a autor významné kroniky města Pirna z let 1626–1639.

## Život
Právo nosit přídomek „z Geblic“ získal jeho předek Martin Nosidlo majestátem Ferdinanda I. ze dne 2. ledna 1542. Nový název Geblic je Keblice; tato obec leží v okrese Litoměřice. Václav pocházel z dobře situované litoměřické měšťanské rodiny, zprvu studoval v Litoměřicích a později na pražské univerzitě. Tam mu byl dne 17. září 1615 udělen titul bakaláře svobodných umění. Poté pracoval na různých místech ve školství, např. v roce 1616 byl v Poděbradech rektorem. Do Litoměřic se vrátil v roce 1624; tam se také v roce 1625 oženil. Stejně jako většina obyvatel Litoměřic byla rodina Nosidlů protestantská a v pobělohorské době se jim nevyhnula částečná konfiskace majetku. V lednu 1626 (pod velením Baltasara Marradase) začala násilná rekatolizace obyvatel Litoměřic. Dne 28. ledna 1626 se manželům Nosidlovým narodila dcera Dorota. Nedlouho poté odešel Václav do exilu – do Pirny. Anna s dítětem jej následovala za necelé dva měsíce. Malá Dorotka zemřela v létě 1627, druhé dítě Lidmilu (* 10. dubna1629) pokřtil v Pirně Samuel Martinius z Dražova.
Pirna byla ve své době významným exulantským střediskem, v první vlně tam přišli exulanti z Litoměřic a Prahy. V roce 1628 tam bylo napočítáno asi 500 osob, v roce 1629 žilo v Pirně už 2123 exulantů, ale po švédském dobývání Pirny (duben 1639) zůstalo v prosinci 1639 v Pirně jen 24 exulantů. Pokus o českou neutralitu při švédském obléhání hodnotili místní lidé jako zradu a exulanti byli z města vypuzeni.
Václav Nosidlo rovněž z Pirny odešel, ale v Sasku zůstal. Zemřel krátce po skončení třicetileté války v Bad Schandau.

## Dílo

Znak města Pirna

Václav Nosidlo z Geblic je autorem kroniky, která popisuje události v českém exulantském prostředí v Pirně v letech 1626–1639, tedy v době, kdy Pirna byla významných exulantským střediskem a nacházelo se v ní mnoho významných osobností, jakými byl např. Pavel Stránský ze Záp či Jiří Kezelius Bydžovský... Původní a česky psaný rukopis kroniky je nezvěstný. V roce 2014 tuto kroniku představila veřejnosti Martina Lisá v dvojjazyčné edici.